# Ogród Botaniczny w Gisborne

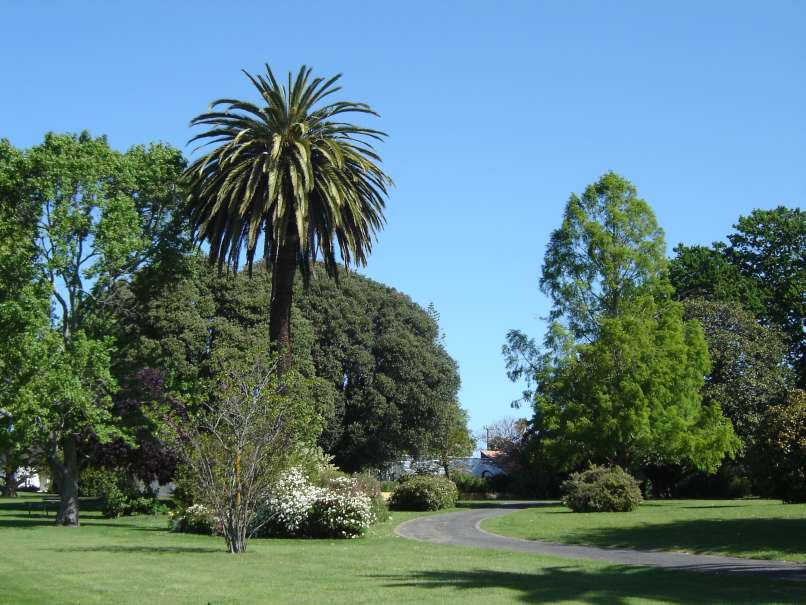
Ogród Botaniczny w Gisborne

Ogród Botaniczny w Gisborne (ang. Gisborne Botanical Gardens) – publiczny ogród botaniczny w Gisborne, w Nowej Zelandii. Aktualnie ogród botaniczny zajmuje obszar 5,1 hektara.
W ogrodzie botanicznym występują m.in. następujące gatunki drzew:
- dąb błotny Quercus palustris
- dąb szypułkowy Quercus robur
- platan klonolistny Platanus acerifolia
- miłorząb dwuklapowy Ginkgo biloba
- wiąz pospolity Ulmus carpinifolia var. variegata
- cedr atlaski Cedrus libani var. atlantica
- tulipanowiec amerykański Liriodendron tulipifera
- Araucaria bidwillii
- Araucaria columnaris
- Tilia europaea